# Millettia pinnata

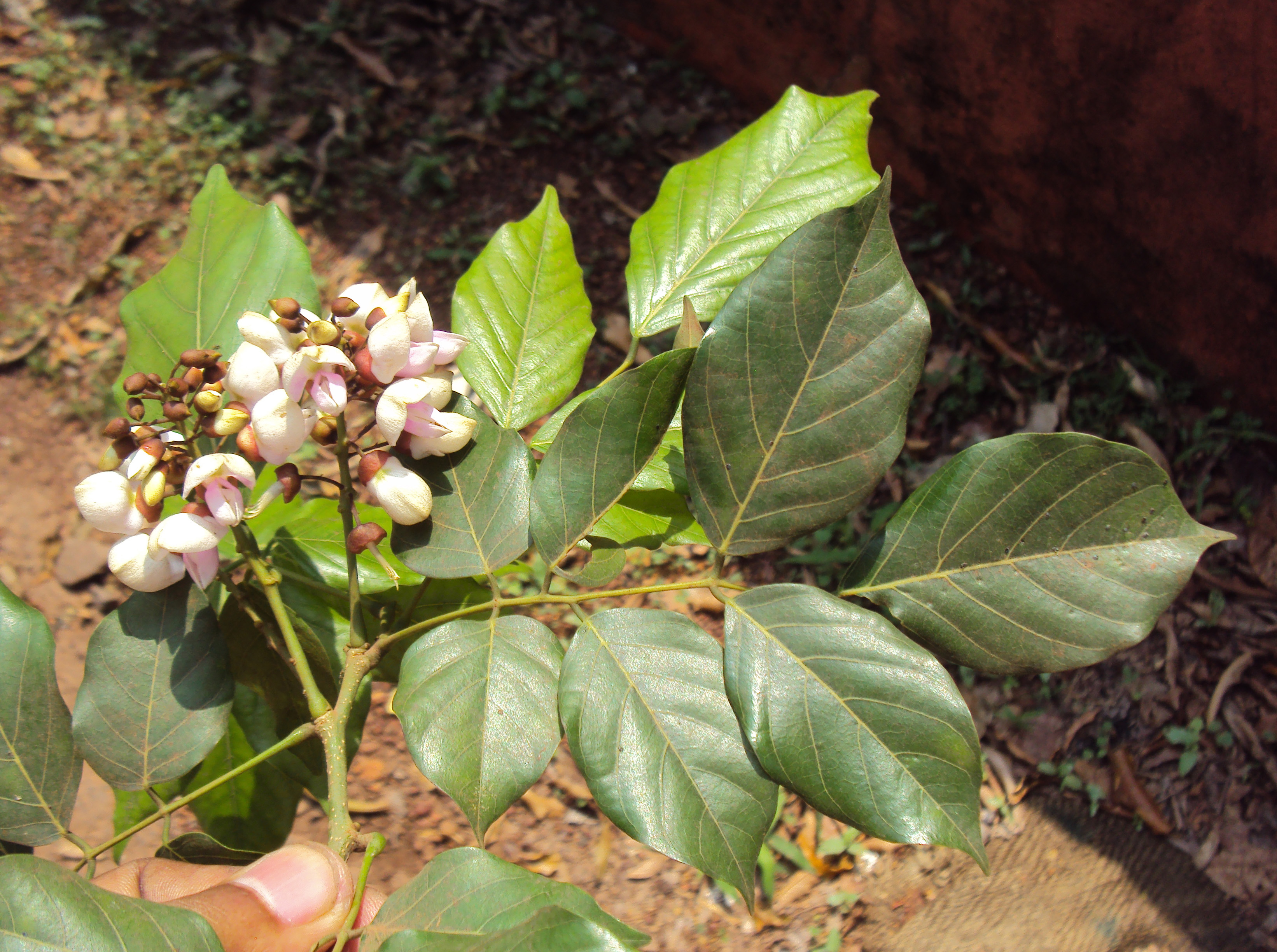
Blatt und Blüte

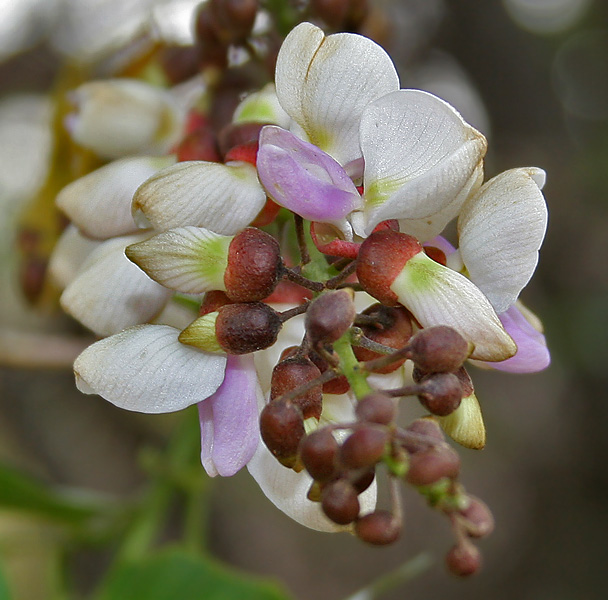
Blütenstand

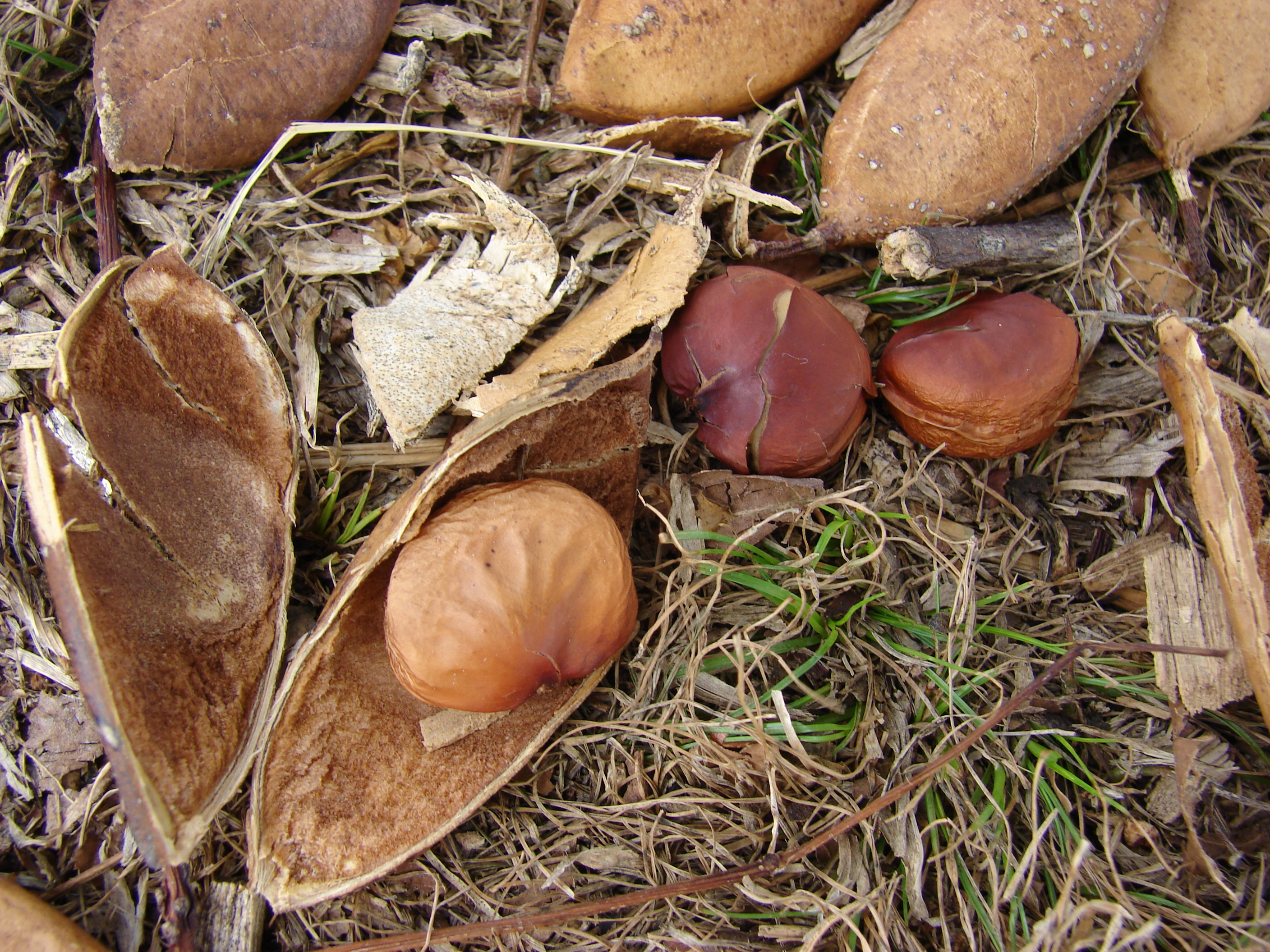
Frucht und Samen

Millettia pinnata (Syn.: Pongamia pinnata) ist ein Baum aus der Gattung Millettia innerhalb der Familie der Hülsenfrüchtler (Fabaceae), der in Indien und Südostasien beheimatet ist. Die Samen dieser Pflanze können für die Produktion von Biokraftstoff verwendet werden.

## Beschreibung
Millettia pinnata ist ein immergrüner, recht schnellwüchsiger Baum mit breiter Krone und kurzem Stamm oder Strauch der ca. 10–25 Meter hoch (in China 8–15 Meter) werden kann. Der Stammdurchmesser erreicht 50–80 cm mit einer dünnen, graubraunen, relativ glatten bis leicht rissigen Borke. Der Baum bildet eine tiefe Pfahlwurzel aus.
Die unpaarig gefiederten und gestielten, unbehaarten Laubblätter mit fünf bis sieben bzw. neun Blättchen stehen wechselständig. An der Basis sind die kurz gestielten Blättchen abgerundet bis spitz, der Länge nach eiförmig bis verkehrt-eiförmig oder elliptisch, an der Spitze abgerundet bis bespitzt oder spitz bis zugespitzt und ganzrandig. Sie sind in der Jugend weich und glänzend weinrot und reifen im Laufe der Saison zu einem glänzenden, tiefen Grün mit ausgeprägten Adern an der Unterseite. Die kleinen Nebenblätter sind abfallend. Der Baum ist immergrün, nur in einer kurzen Periode im Frühjahr unmittelbar vor dem Austrieb der neuen Blätter laubwerfend.
Die Blüte beginnt in der Regel nach 3–4 Jahren mit kleinen Büscheln von weißen, violetten und rosa Blüten, die das ganze Jahr über blühen. Der bis 20 bzw. 27 Zentimeter lange (damit durchschnittlich etwas kürzer als die Laubblätter), lockere, meist traubige, achselständige Blütenstand trägt paarig angeordnete Schmetterlingsblüten mit doppelter Blütenhülle die stark duften und 15–18 Millimeter lang werden. Der kleine, stumpfe und rötlich-braune Kelch ist becherförmig, während die Fahne der weißen bis rosa Blumenkrone, mit kleinen, basalen „Öhrchen“, eine verkehrt- oder breit-eiförmige Form aufweist und oft einen kleinen, zentralen grünen Fleck besitzt.
Die Fruchtstände können im Alter von 4–6 Jahren erscheinen. Die braunen, bis etwa 5–8 cm langen und bespitzten Hülsenfrüchte erscheinen sofort nach der Blüte und reifen in 10 bis 11 Monaten. Sie sind dickledrig, relativ glatt, abgeflacht und schmal-elliptisch bis -eiförmig. Sie enthalten einen oder zwei bohnenähnliche, rotbraune Samen, aber da sie sich nicht von selbst öffnen, müssen sich zersetzen, bevor die Samen keimen können. Die abgeflachten Samen sind etwa 1,5–2,5 Zentimeter groß, haben eine brüchige, ölige, ledrige Samenschale und sind für Pflanzenfresser ungenießbar.
Millettia pinnata ist diploid, mit einer Chromosomenzahl von 20 oder 22. Die Wurzelknöllchen sind vom determinierten Typ (wie bei der Soja- und Ackerbohne) und werden von dem verursachenden Bakterium Bradyrhizobium gebildet.

## Verbreitung
Natürliche Verbreitung im tropischen und gemäßigten Asien, von Indien über Japan, Thailand und Malesien bis hin zum nördlichen und nordöstlichen Australien und einigen pazifischen Inseln. Sie wurde vermehrt und weltweit in feuchten und subtropischen Umgebungen von Meereshöhe bis in 1200 m Höhe verbreitet, obwohl sie in den Ausläufern des Himalaya nicht über 600 m gefunden wird. Der Baum verträgt Temperaturen von knapp unter 0 °C bis zu etwa 50 °C (USDA-Klimazonen 10b bis 11) und jährliche Niederschläge von 500–2500 mm. Er wächst wild auf sandigen und felsigen Böden, einschließlich oolithischem Kalkstein, und wächst in den meisten Bodentypen, sogar in Salzwasser.
Der Baum ist gut geeignet für intensive Hitze und Sonnenlicht und sein dichtes Netzwerk von Seitenwurzeln und seine dicke, lange Pfahlwurzel machen ihn trockenheitstolerant. Der dichte Schatten, den er spendet, verlangsamt die Verdunstung von Oberflächenwasser und seine Wurzelknöllchen fördern die Stickstofffixierung, einen symbiotischen Prozess, bei dem gasförmiger Stickstoff (N2) aus der Luft in Ammonium (NH4+, eine für die Pflanze verfügbare Form von Stickstoff) umgewandelt wird. Millettia pinnata ist eine Art die auch ein mehrmonatiges Untertauchen in Süßwassersumpf überleben kann. Millettia pinnata ist auch in den Sumpfwäldern des Tonlesap-Sees in Kambodscha verbreitet.

## Verwendung
Die Samen enthalten ein dickflüßiges, bitteres, butterartiges Fett (Pongamöl, Karanjaöl, Pongamia oil) mit unangenehmem Geschmack und hohem Schmelzpunkt. Das Fett wurde früher als Lampenöl oder als Schmiermittel, für Seifen sowie für anderes verwendet. Im Plantagenanbau können zwischen 900 und 9000 Kilogramm Samen je Hektar geerntet werde. Die Samen enthalten 30 bis 40 % ihres Gewichts an Öl. Das Öl setzt sich aus 44,5 bis 71,3 % Ölsäure, 10,8 bis 18,3 % Linolsäure, 3,7 bis 7,9 % Palmitinsäure und 2,4 bis 8,9 % Stearinsäure zusammen.
Das recht schöne, mittelschwere, recht harte Holz ist nicht beständig, es wird für verschiedene Anwendungen, sowie zur Papierherstellung genutzt.

## Phylogenie und Taxonomie

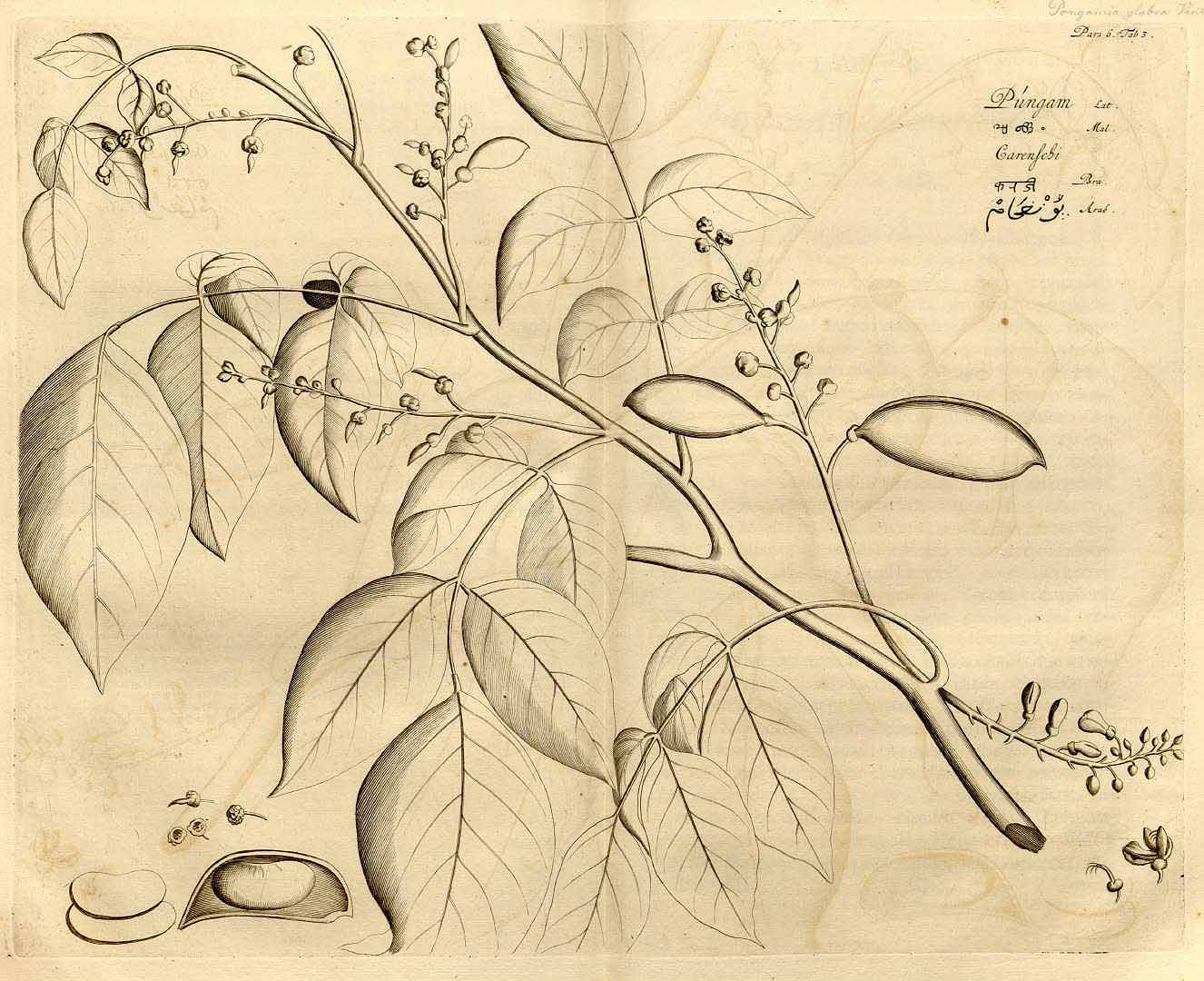
Kupferstich aus dem sechsten Band des Hortus Malabaricus (Tafel 3, „Púngham“) von 1686

Die Art wurde 1753 von Carl von Linné unter dem Basionym Cytisus pinnatus in Species Plantarum Band 2 Seite 741 erstbeschrieben. 1763 beschrieb er dieselbe Art (auf Grundlage desselben Typus) ein zweites Mal als Robinia mitis. 1803 beschrieb Étienne Pierre Ventenat eine Art Pongamia glabra in der Gattung Pongamia, als Ersatzname für Robinia mitis L. Aufgrund dieser Synonymie ist sein Name ein ungültiges jüngeres Synonym, blieb aber Typusart der Gattung Pongamia. Dieser Name hat jahrhundertelang für Verwirrung gesorgt. Er geht auf eine Tafel im Werk Hortus Malabaricus von Hendrik Adriaan van Rheede tot Draakenstein zurück, in der er eine Baumart unter dem tamilischen Volksnamen „Pongam“ abbildet. Diese Abbildung haben verschiedene Botaniker verwendet, um mit ihr als Typus eine Gattung zu beschreiben, Pongam durch Michel Adanson (1763), Pungamia durch Jean-Baptiste de Lamarck 1796 (als Ersatznamen für den von ihm auf Basis desselben Typus vergebenen Namens Galedupa), dieser wurde dann schließlich von Ventenat zu Pongamia abgeändert. Um die Konfusion zu beenden, wurde dieser Name schließlich von der ICBN formell festgeschrieben (nom.cons.). Pongamia, in dieser Auffassung, blieb danach seit der grundlegenden Bearbeitung durch den englischen Botaniker George Bentham 1860, eine kleine Gattung mit zwei Arten (außer dieser Art nur ein Endemit von Neuguinea) in seiner Tribus Dalbergieae, begründet durch die sich nicht öffnenden Hülsen.
Nachdem schon andere Botaniker dieses etablierte System in Zweifel gezogen hatten, wies schließlich der niederländische Botaniker Robert Geesink (1945–1992) anhand morphologischer Merkmale überzeugend nach, dass George Bentham das Merkmal der nicht öffnenden Hülsen überbewertet hatte. Anhand anderer Merkmale ergab sich eine klare Beziehung zwischen der vermeintlichen Gattung Pongamia und der Gattung Millettia und in dieser in seiner Sektion Fragiliflorae. Damit war die Art nicht nur in eine andere Tribus gewechselt, sondern in die Gattung Millettia eingeschachtelt. Konsequenterweise bezog er sie als eine Art in diese Gattung mit ein. Diese Auffassung hat sich später in genetischen Studien bestätigt.
Daraus ergab sich nun ein weiteres Problem: Da der Name Pongamia (1803) älter ist als Millettia (1834) hätte eigentlich der ältere Name Priorität. Die alte Gattung Millettia umfasste aber weit über 100 Arten mit einer sehr weiten Verbreitung, während unter Pongamia im Wesentlichen nur diese Art zu berücksichtigen war. Geesink schlug daher vor, diesen Gattungsnamen zu konservieren, was von ICBN bestätigt wurde. Erst damit wurde Millettia pinnata (L.) Panigrahi zum gültigen Namen der Art. Gopinath Panigrahi hatte 1989 die Umstellung in Flora of Bilaspur District, Madhya Pradesh Band 1, Seite 210 in die Gattung Millettia durchgeführt.